# Batroun

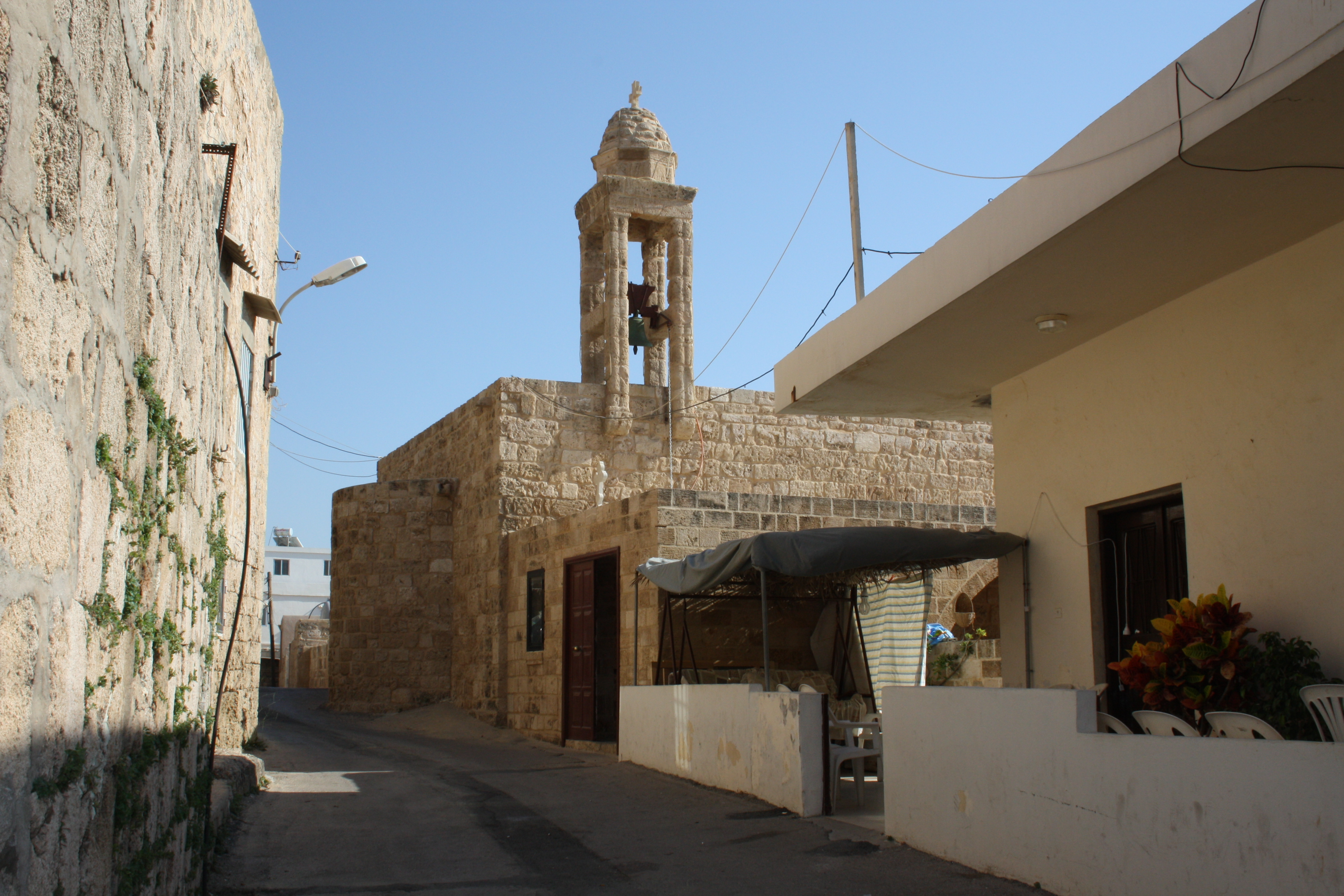

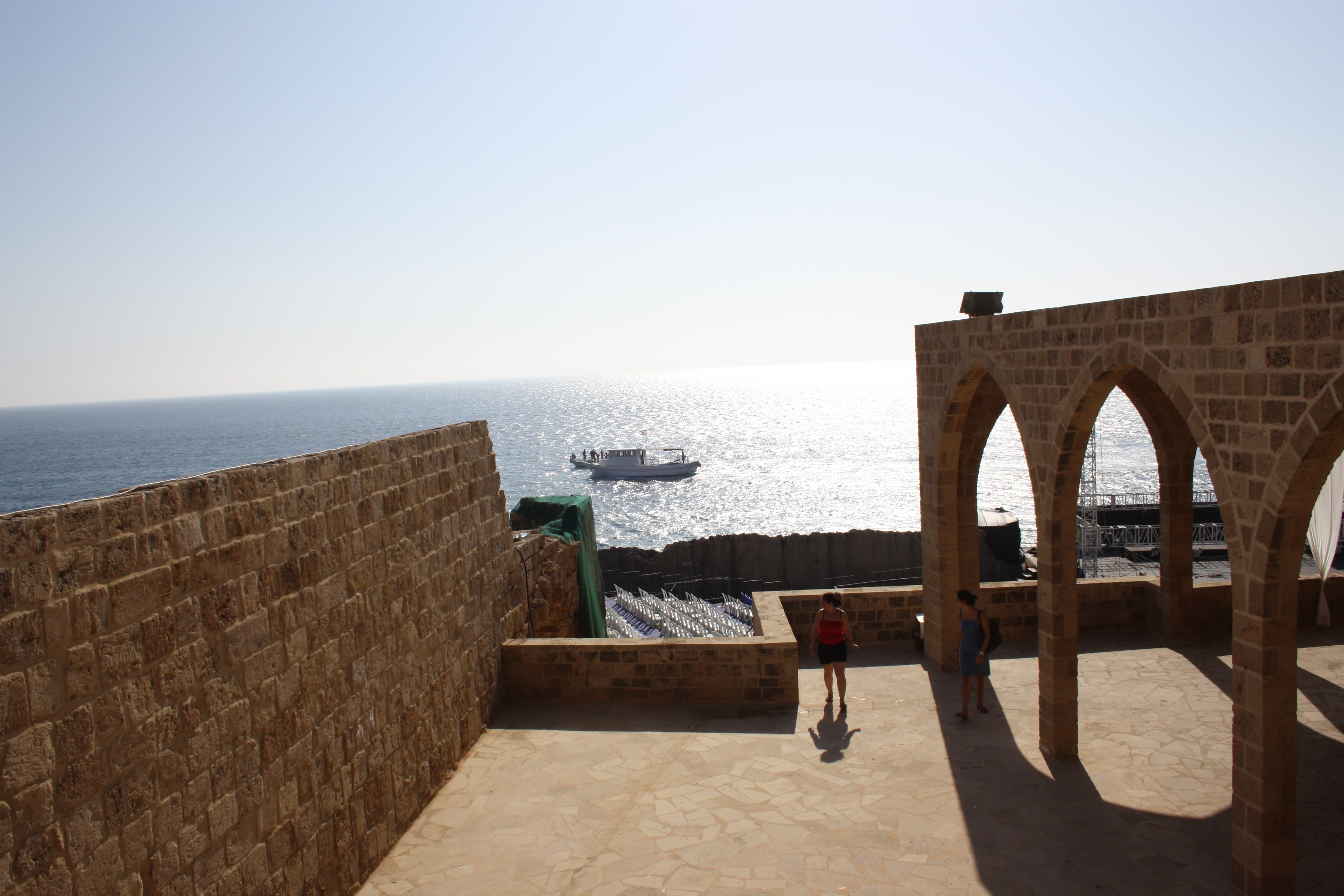

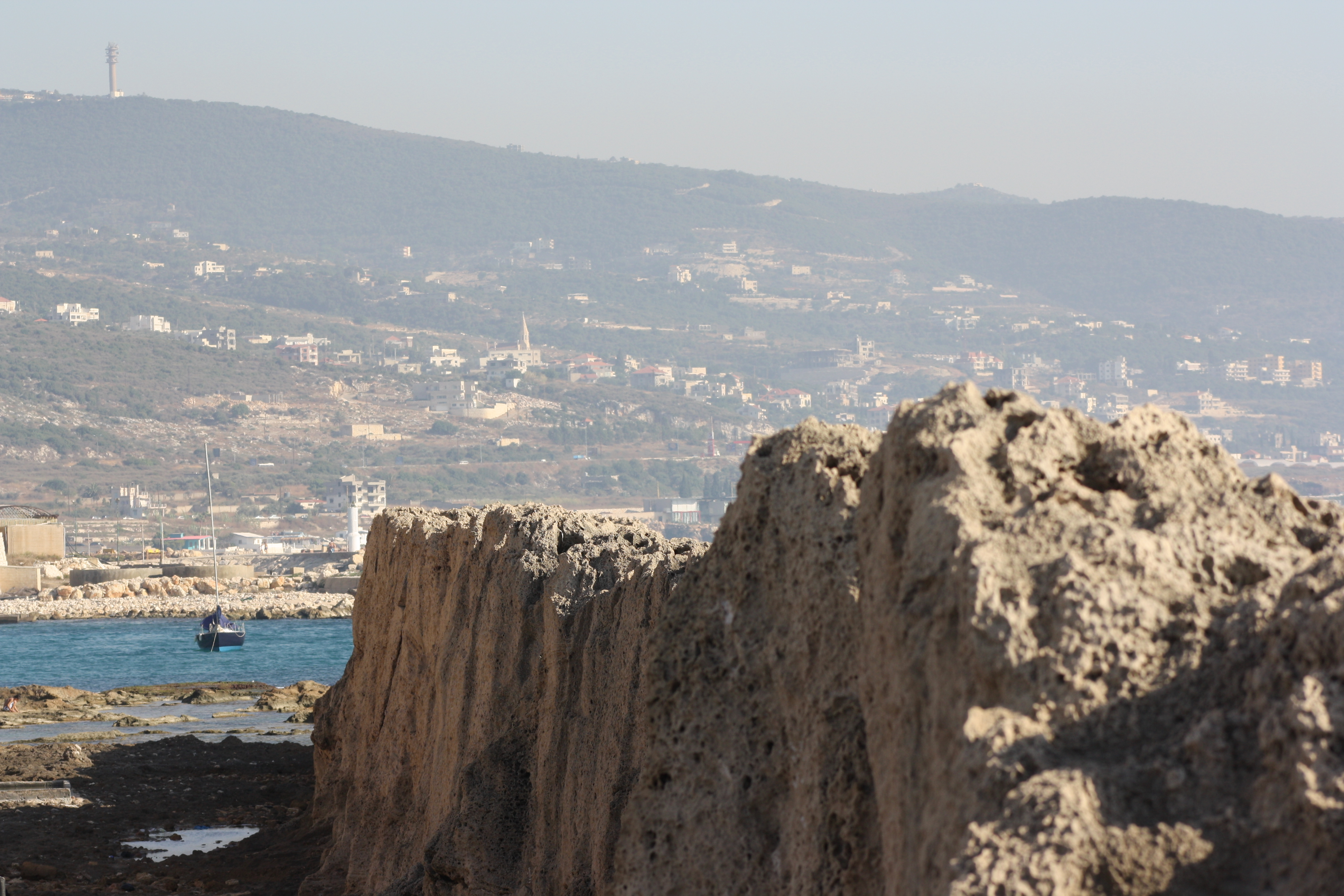

Batroun (البترون) est une ville portuaire du nord du Liban, située dans le gouvernorat du Liban-Nord, chef-lieu et centre administratif du district homonyme.
La ville compte près de 30 000 habitants. Le district compte près de 150 000 habitants (aucun recensement officiel).[réf. nécessaire]

## Toponymie
Batroun ou Beit Truna renvoie à une expression d'origine cananéenne qui veut dire : « La place », ou « La maison du chef ».
Par ailleurs, selon certains historiens, Batroun pourrait renvoyer à :
- Botrys aux temps des grecs, romains et byzantins ;
- Boutron au temps des croisés (voir Seigneurie de Botron).

## Histoire

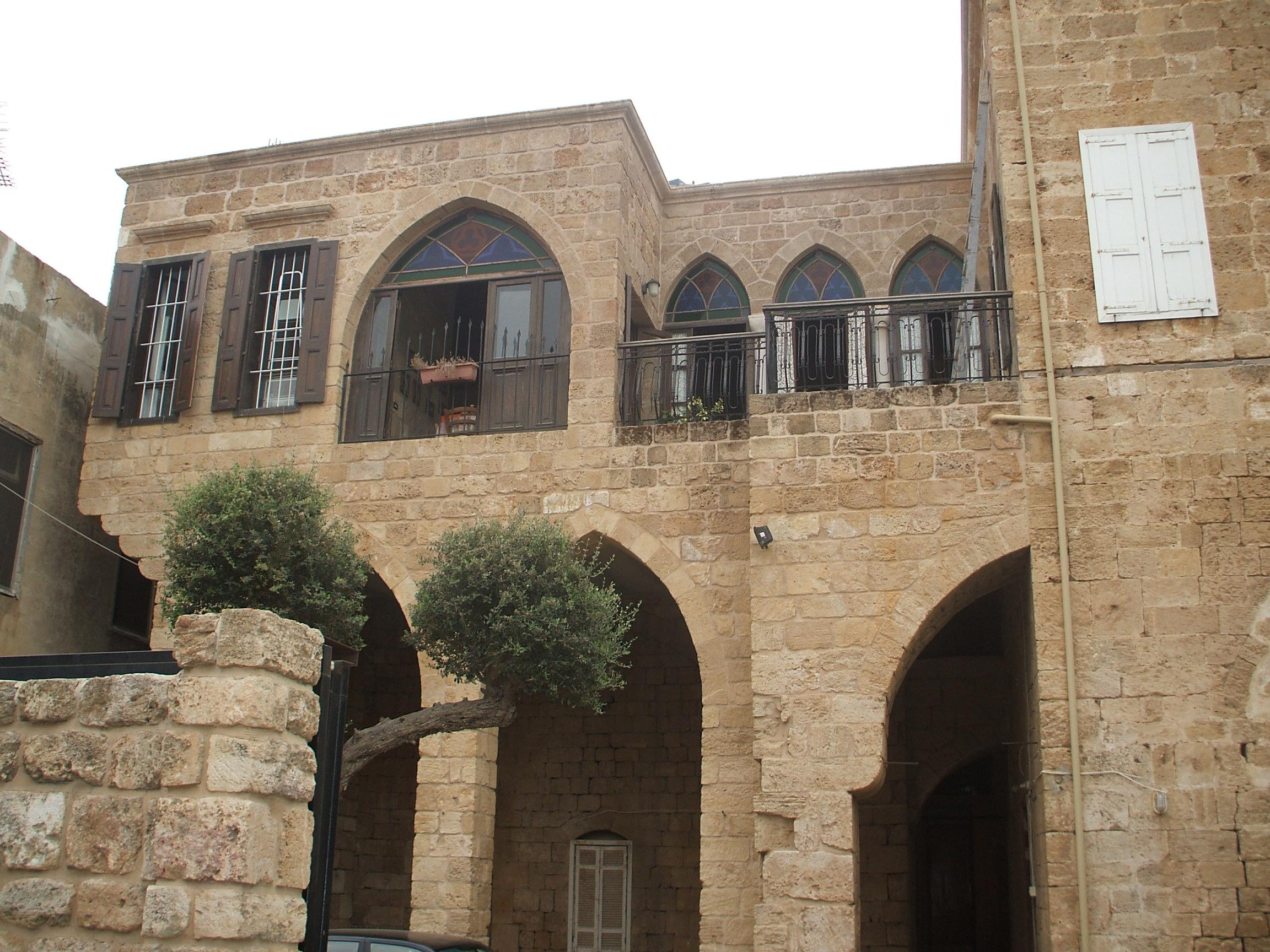
Maison traditionnelle à Batroun Vieux Quartier

Citée dans les lettres de Tell el-Amarna, la ville a été fondée à l'initiative de la ville de Tyr au IIIe millénaire av. J.-C., par le prêtre phénicien Ito-Baal en 814 av. J.-C.

## Géographie
Porte du nord et mitoyenne de la région du mont Liban, la ville de Batroun s'étend en bordure de mer jusqu'aux premiers coteaux à l'est, sur une superficie de 4,68 km2. Le district de Batroun s'élève jusqu'au mont 'Ra's-el-Mounaytara' culminant à 2 700 m.
La ville se situe à 54 km au nord de Beyrouth, au bord de la mer Méditerranée, et à 30 km au sud de Tripoli, deuxième ville du pays.

## Urbanisme
La ville se développa historiquement à l'interface de la route principale qui la traverse du sud au nord, et qui, bien avant la construction plus en amont de l'autoroute littorale dans les années 50-60, reliait Beyrouth à Tripoli, mais elle se développa aussi tout en se déversant vers l'ouest, en s'ouvrant à la mer, le long d'une batterie d'artères secondaires dits 'souks', aujourd'hui patrimoine architectural de la ville, structurant ainsi une morphologie urbaine rappelant celles d'autres villes du littoral libanais, telles que Byblos ou Tyr.[réf. nécessaire]
Cependant avec le développement commercial du centre-ville historique, l'urbanisation des premières hauteurs surplombant la ville fit ainsi connaître à Batroun une nouvelle ère de développement urbain, créant dès lors une 'fonctionnalisation' de son tissu urbain, avec un centre-ville de plus en plus 'spécialisé' et tourné vers les activités de service et de tourisme, et des périphéries (les coteaux à l'Est du fait de la topographie de la ville) assurant presque exclusivement la fonction 'résidente'. Ces urbanisations furent, à l'instar d'autres territoires libanais, difficilement ou mal accompagnées par la puissance publique (étatique ou locale) et sont source de mitage et de pression foncière galopante au détriment des terrains naturels et agricoles (historiquement pinèdes et orangeraies), mais aussi au détriment d'une mixité fonctionnelle et sociale indispensable à la cohésion d'un territoire.

## Tourisme
En complément d'un patrimoine architectural de qualité et de vestiges millénaires phéniciens et romains, l'industrie du tourisme de Batroun a historiquement été portée par les activités développées autour de la mer, telles que la pêche (port et marché aux poissons), les sports nautiques (surf, plongée sous-marine) et les activités de loisirs avec des stations et des établissements hôteliers de qualité. La ville de Batroun est devenue depuis le début des années 2000 une destination nationale phare pour les amateurs de vie nocturne et de clubbing, une activité qui est complétée par une offre hôtelière et de restauration de niveau.
Par ailleurs depuis 2009, le festival international de Batroun qui se tient entre juillet et août invite sur les planches de la ville les plus grandes stars nationales et internationales.[réf. nécessaire]
Récemment le Ministère des affaires étrangères libanais a initié un réseau de résidences ouvertes à la diaspora libanaise 'Beyt al-Moughtareb' en investissant d'anciennes demeures traditionnelles libanaises du souk de Batroun tout en s'inscrivant dans un maillage national de résidences, ceci dans une volonté affichée de l'état libanais d'inciter une immense diaspora libanaise autour du monde à venir visiter son pays d'origine.[réf. nécessaire]
La limonade est une spécialité traditionnelle de la ville dont elle s'est fait une renommée nationale, notamment grâce à son procédé de fabrication à base de jus de citrons de terroir entiers.[réf. nécessaire]

## Sites historiques
- le rempart phénicien
- l'amphithéâtre romain taillé à même la roche
- la batterie des seize tombeaux phéniciens
- le vieux souk
- le fort de Mseilha, situé au sortir de la ville (nord-est), sur les rives du fleuve Nahr el-Jaouz. Un barrage est en cours de réalisation aux abords immédiats du fort.

## Sites religieux
La ville de Batroun accueille un ensemble d'édifices religieux relevant de cultes et de rites variés participant ainsi à la richesse patrimoniale de la ville.

### Églises maronites
Batroun comprend plusieurs églises maronites :
- Saint-Etienne (Estfan) ;
- Saint-Joseph ;
- Saint-Sassine ;
- Sainte-Marie de la place ;
- Sainte-Rita ;
- Saint-Elie.

### Églises orthodoxes
Le culte orthodoxe est aussi représenté :
- église Saint-Georges ;
- église Sainte-Marie de la mer.

### Autres
Une mosquée sunnite sert de lieu de culte musulman.

## Démographie
Pour des raisons confessionnelles, à ce jour, aucun recensement officiel n'est établi par l'administration au Liban. Ainsi, les chiffres indiqués dans les références sont des estimations effectuées par divers organismes et institutions et sont souvent contradictoires car amalgamant résidents et électeurs.[réf. nécessaire]
La population résidente à Batroun est estimée à quelque 30 000 habitants.[réf. nécessaire]
La population est chrétienne avec un établissement d'une communauté historique grecque orthodoxe ; cette communauté noyau est restée minoritaire face à une population très fortement maronite (catholique). A noter qu'une petite communauté musulmane relevant de la branche sunnite de l'Islam est historiquement installée à Batroun, malgré un important exode dont elle a été victime pendant la guerre civile libanaise. Enfin une petite communauté arménienne est établie dans la ville.[réf. nécessaire]
Une importante émigration a touché Batroun depuis la fin du 19e siècle et une grande diaspora est installée notamment en Australie et aux États-Unis.[réf. nécessaire]

## Santé
L'hôpital Dr Emile Bitar de Batroun est une structure publique relevant du Ministère de la santé libanais.

## Enseignement
La ville de Batroun compte quatre groupes scolaires, dont trois sont privés relevant de l'enseignement catholique. La ville s'est aussi enrichie dernièrement d'une université privée catholique dispensant des diplômes généralement dans les filières paramédicale et sociale. Un lycée professionnel et technique complète l'arsenal éducatif de la ville.

## Culture
Plusieurs structures et établissements participent à la vie culturelle de la ville, notamment :
- Dar Al-Mouna, centre polyvalent promouvant les arts ;
- Al-Rabita, cénacle culturel ;
- la bibliothèque municipale.

## Jumelage
- Valence (France), depuis 2005, grâce à l'association Val'Liban, fondée par la communauté libanaise de Valence.
- Székesfehérvár (Hongrie), depuis 2023

Citadelle Messeyleha.
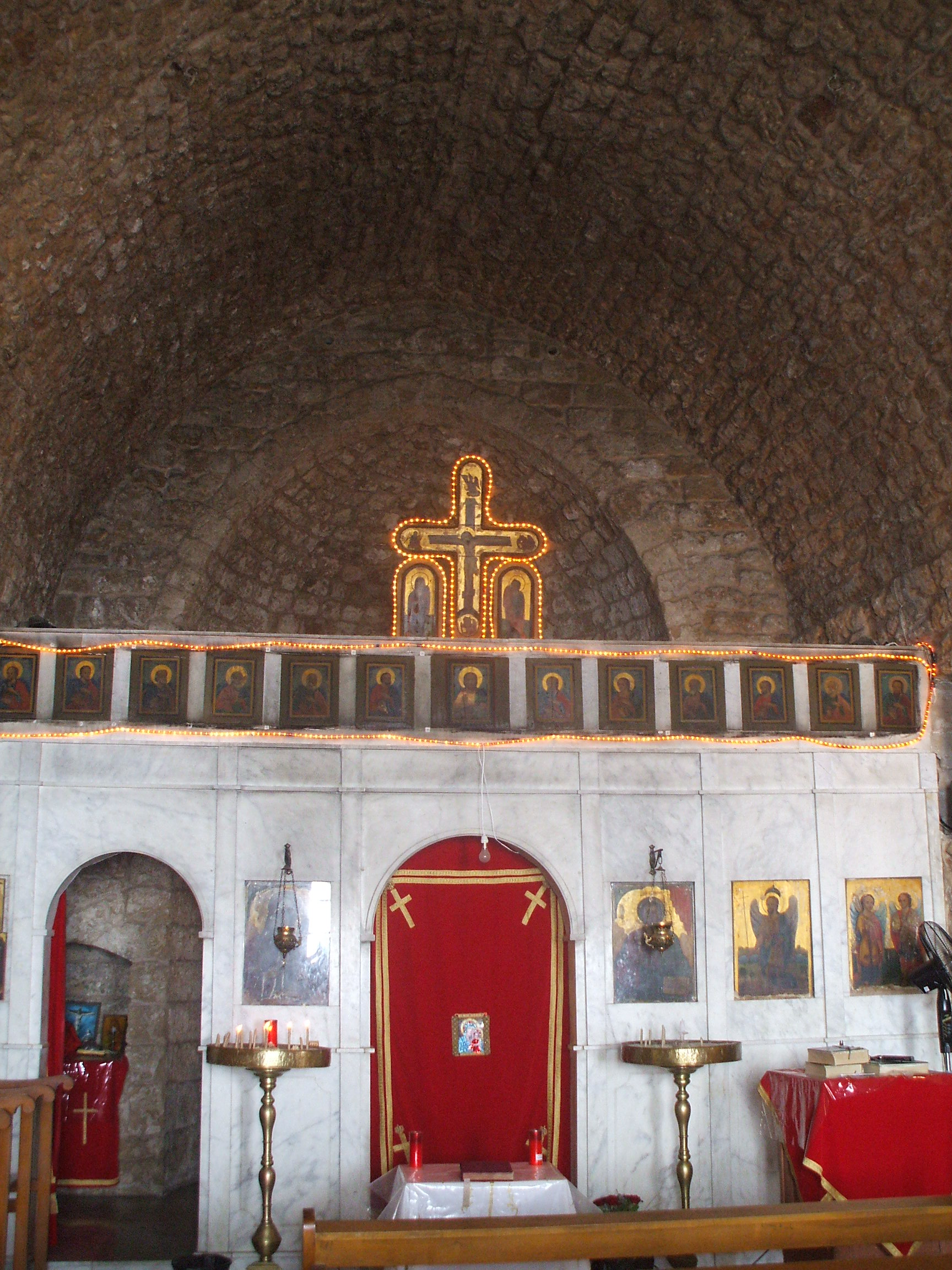
Sainte-Marie de la mer.
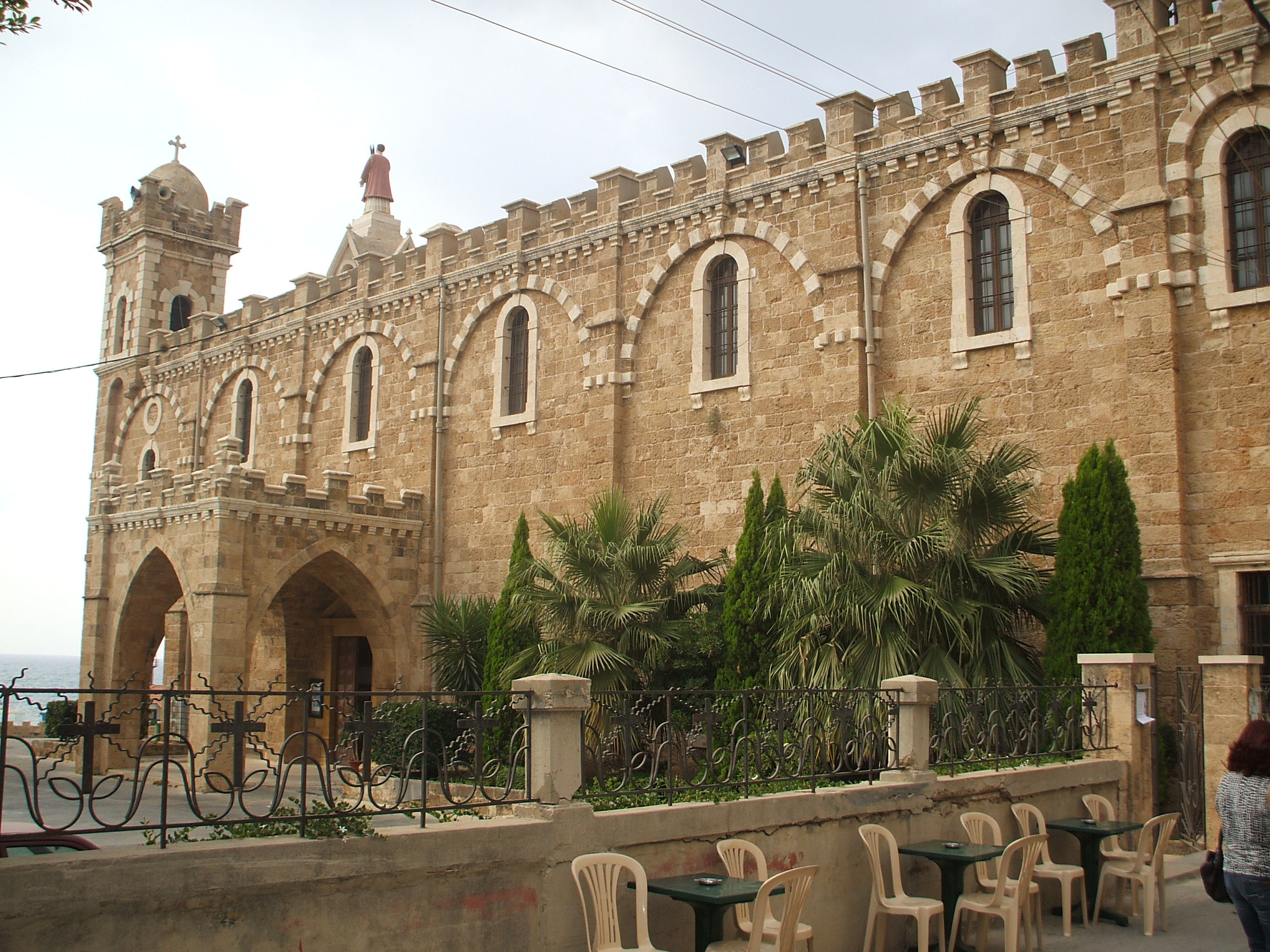
Église St Estéphan.